# لوك غراهام (مصارع محترف)
لوك غراهام (بالإنجليزية: Luke Graham)‏ هو مصارع محترف أمريكي، ولد في 5 فبراير 1940 في يونيون بوينت في الولايات المتحدة، وتوفي في 23 يونيو 2006 في جورجيا بسبب قصور القلب.

## روابط خارجية
- لوك جونسون على موقع CageMatch worker (الإنجليزية)